# Ayana Ledl
Ayana Ledl (* um 2004 in München) ist eine deutsche Schauspielerin.

## Leben
Ayana Ledl ist die jüngere Schwester von Jolina Marie Ledl. Im Alter von fünf Jahren begann sie mit der Schauspielerei.
2015 war sie neben dem österreichischen Schauspieler Fritz Karl in einer Hauptrolle in dem Fernsehfilm Inspektor Jury – Mord im Nebel zu sehen.
Im Fernsehfilm Inga Lindström – Entscheidung für die Liebe spielte sie 2017 die Rolle der Tessa.

## Filmografie
- 2010: Um Himmels Willen (Fernsehserie, Episodenrolle)
- 2013–2016: Aktenzeichen XY (Fernsehreihe, mehrere Gastrollen)
- 2015: Der Bergdoktor (Fernsehserie, Episodenrolle)
- 2015: Inspektor Jury: Mord im Nebel (Fernsehreihe)
- 2016: Conni & Co
- 2016: Mordkommission Königswinkel – Liebe bis über den Tod (Fernsehreihe)
- 2018: Inga Lindström: Entscheidung für die Liebe (Fernsehreihe)